# Saint-André (Alta Garonna)
Saint-André è un comune francese di 215 abitanti situato nel dipartimento dell'Alta Garonna nella regione dell'Occitania.

## Società

### Evoluzione demografica
Abitanti censiti